# Namio Harukawa
Namio Harukawa  (春川ナミオ?, Harukawa Namio) (Osaka, 1947 – 24 aprile 2020) è stato un disegnatore giapponese.
È noto per le sue rappresentazioni a carattere femdom, raffiguranti donne dalle caratteristiche fisiche voluttuose e giunoniche nell'atto di dominare uomini deboli e meno robusti ridotti in condizioni di sottomissione. Curiosamente le donne rappresentate da Harukawa hanno tratti asiatici, caucasici o africani, mentre le figure maschili hanno sempre tratti asiatici.
I volti delle donne rappresentati da Harukawa sono tipicamente atteggiati con espressioni di disprezzo e indifferenza nei confronti della controparte maschile indifesa. Le tematiche affrontate da Namio concernono il facesitting, lo schiacciamento, il pissing, il bondage, il cunnilingus e l'anilingus. Altre opere fanno riferimento al cuckold.
Harukawa ha negli anni riscosso una notevole popolarità a livello mondiale e le sue opere sono spesso presenti su siti a tema.